# Zorro, la espada y la rosa
El Zorro: la espada y la rosa es una telenovel·la colombiana produïda per RTI Televisión i Sony Pictures Television pera a Telemundo i Caracol Televisión, amb la idea original de Humberto "Kiko" Olivieri, basada en el personatge de Johnston McCulley. Protagonitzada per Christian Meier i Marlene Favela amb les participacions antagòniques de Harry Geithner, Andrea López, Héctor Suárez Gomís i Arturo Peniche, comptant a més amb l'actuació estel·lar de Osvaldo Ríos. Fou emesa del 12 de febrer al 23 de juliol de 2007. El president de Telemundo, Don Browne va dir d'ella que "sens dubte és la millor producció oferta per una televisió hispànica als Estats Units."
La novel·la es va gravar el 8 de novembre de 2006 a Bogotà, Villa de Leyva i Cartagena de Indias. Per a Marlene Favela, Arturo Peniche i Héctor Suárez Gomís van ser els seus debut estel·lars en la cadena estatunidenca de Telemundo i la seva participació a Colòmbia. and its biggest seller in international syndication.

## Sinopsi
Aquesta història narra la vida de persones en l'antiga Califòrnia espanyola, especialment en l'antiga ciutat de Nuestra Señora de los Ángeles, actualment coneguda com Los Ángeles on viu un home anomenat Diego de la Vega, fill del reeixit exmilitar Alexandre de la Vega. Diego és un home molt atractiu, intel·ligent, de lleis i de lletres a qui només li interessa conquistar dames amb la poesia i llegir un bon llibre. Però Diego guarda un secret, ell és "el Zorro", el bandit més buscat de Califòrnia, que es dedica a vetllar per la justícia i l'ordre de la ciutat, és un facinerós decidit, valent i atractiu.
Mentrestant, a Espanya, una dona liberal i revolucionària anomenada Esmeralda Sánchez de Moncada fuig de la Guàrdia Reial que la vol portar a l'església per a casar-la, ja que ella no vol i fuig deliberadament de l'església. En el seu intent de fugida arriba a una fira gitana on una dona li lliura un medalló, però Esmeralda la ignora i continua corrent. El medalló en realitat és un mapa que la porta a un tresor amagat a Amèrica i pertany a Mercedes Mayorga de Aragón, més coneguda com a Sara Kali, reina d'Espanya i mare d'Esmeralda. Sara Kali va ser donada per morta en el part d'Esmeralda, però en realitat està a Amèrica i està presa a la presó del Callao, amb una màscara de ferro tapant-li el rostre sencer, a causa d'un conflicte entre un poderós i malvat duc anomenat Jacobo Almagro de Castellón, i Fernando Sánchez de Moncada.
El padrastre d'Esmeralda, don Fernando Sánchez de Moncada, vol casar-la perquè així el seu promès (que té molt poder en la corona) parli amb el rei i pugui aconseguir que el nomenin governador d'alguna ciutat d'Amèrica.
Esmeralda és enviada a Amèrica amb el seu padrastre, qui va aconseguir aconseguir el lloc de governador a Los Angeles, i tota la seva família: Mariángel, filla de Fernando, que odia Esmeralda ja que un antic amor a Espanya la va deixar per ella, i donya Almudena Sánchez de Moncada, germana de Fernando, que sempre va defensar Esmeralda i la va criar com una filla.
Després a Amèrica assignen també al nou comandant militar de la ciutat, Ricardo Montero, despietat i ambiciós que farà tot el possible per a aconseguir aconseguir ascensos en la seva carrera militar. Montero sempre va pretendre Esmeralda i fins i tot va aconseguir que es casés amb ell però va ser unes noces nul·les i arreglades. Pel seu costat, Diego i Esmeralda sempre van tenir una química especial i molta atracció però Mariángel també pretenia Diego i això va ser un obstacle més per al desenvolupament d'aquest amor.
Això deslligarà una intensa història plena d'amor, endevinalles i molts dubtes on Diego i Esmeralda hauran de lluitar perquè el seu amor triomfi però abans de res, que triomfi la justícia.

## Repartiment
- Christian Meier - Diego de la Vega / El Zorro
- Marlene Favela - Esmeralda Sánchez de Moncada
- Arturo Peniche - Fernando Sánchez de Moncada
- Osvaldo Ríos - Alejandro de la Vega
- Erick Elías - Renzo
- Héctor Suárez Gomís - Capitán Aníbal Pizarro
- Andrea López - Mariángel Sánchez de Moncada
- Harry Geithner - Comandante Ricardo Montero de Ávila
- Jorge Cao - Padre Tomas Villarte
- Adriana Campos (†) - Yumalay / Guadalupe o Toypurnia / Regina de la Vega
- Natasha Klauss - Sor Suplicios / Ana Camila de Ledezma
- César Mora - Sargento Juvenal García Moya
- Luly Bossa - Almudena Sánchez de Moncada
- Raúl Gutiérrez - Olmos Berroterrán de la Guardia
- Andrés Mendoza - Daniel de la Vega
- Andrea Montenegro - María Pía de la Vega
- Andrea Martínez - Natalia de la Vega
- Ricardo González - Bernardo
- Luigi Aycardi - Tobías del Valle y Campos
- Brayan Pabon - Sebastián García López
- Germán Rojas - Jonás / Patriarca
- Andrés Carreño - Javier Sánchez de Moncada
- José García - Esteban Pizarro
- Ana Bolena Mesa - Sara Kali / Mercedes Mayorga de Aragón
- Sebastián Devia - Andrés Sánchez de Moncada
- María Margarita Giraldo - Azucena
- Carmen Marina Torres (†) - Dolores
- Natalia Bedoya - Laisha
- Orlando Valenzuela - Miguel
- Luis Fernando Bohórquez - Javier
- Andreah Patapi - Mimi
- Marilyn Patiño - Catalina Quintana
- Fernando Corredor (†) - Juez Quintana
- Frank Beltrán - Gerardo
- Ivelín Giro - María Luisa Burgos de Castilla / Majestad
- Teresa Gutiérrez (†) - Marquesa Carmen Santillana de la Roquette
- Omar García Carrillo - Camilo Santillana
- Didier van der Hove - Santiago Michelena
- Valentina Acosta - Selenia
- Brandon Peniche - Carlos  (Actuación especial)
- Andrés Sánchez -Sebastián Quintana
- Víctor Rodríguez - Agapito
- Julián Álvarez - Cabo Aguirre.
- Luis Mesa - Duque Jacobo Almagro de Castellón
- Omar Murillo - Kamba
- Diego Vásquez - Leroy
- José Luis Lagares - Mambo / Cristian de Castellón
- Javier Delgiudice - Alfonso Díaz de Vergara
- Gabriel Valenzuela - Alejandro de la Vega / El Zorro (hijo de Diego y Esmeralda)
- Andrés Márquez - Tornado

## Tema de la sèrie
Vegeu també Amor Gitano 
Beyoncé i Alejandro Fernández interpretaren Amor Gitano, una cançó de pop-flamenco encarregada per Sony per a la sèrie. Segons la traducció de l'etiqueta, Fernández canta: "Jo sóc el teu gitano, el teu pelegrí. Sóc el teu lladre, et vull estimar, fins i tot si em trenquen el cor". Encara que Beyoncé no parla castellà, va cantar les lletres fonèticament. El senzill va arribar al número a les llistes d'èxits d'Espanya.